# Togrenda
Togrenda – miejscowość w Norwegii, w okręgu Akershus, w gminie Ås. Znajduje się w pobliżu końca Bunnefjorden. Ludność miejscowości w 2007 roku liczyła 2783 mieszkańców.